# Martin Ponsiluoma
Martin Ponsiluoma, né le 8 septembre 1995 à Östersund, est un biathlète suédois, champion du monde du sprint à Pokljuka en 2021 et médaille d'argent du départ groupé aux Jeux olympiques de 2022 à Pékin.

## Carrière
Martin Ponsiluoma fait ses débuts avec l'équipe nationale en 2014 à l'occasion des Championnats du monde des moins de 19 ans, où il prend notamment la huitième place au sprint.
En janvier 2017, il est sélectionné pour sa première manche de Coupe du monde à Oberhof.
Il participe aux Jeux olympiques d'hiver de 2018, où il se classe 38e de l'individuel. Peu après, il marque ses premiers points en Coupe du monde avec une 37e place au sprint de Kontiolahti.
Le 20 décembre 2018, il termine pour la première fois de sa carrière sur un podium de Coupe du monde, en obtenant la 3e place du sprint de Nové Město na Moravě, derrière Johannes Bø et Aleksandr Loguinov, quatre jours après avoir gagné le relais hommes avec Peppe Femling, Torstein Stenersen et Sebastian Samuelsson à Hochfilzen.
Aux Championnats d'Europe 2019 à Minsk, il remporte sa première médaille d'or sur le relais mixte.

### Champion du monde de sprint et médaillé en relais (2021)
En deux courses lors des championnats du monde 2021 disputés à Pokljuka, Martin Ponsiluoma s'adjuge deux médailles : le bronze du relais mixte avec Sebastian Samuelsson, Linn Persson et Hanna Öberg, et deux jours plus tard, le 12 février, la médaille d'or du sprint, son premier titre mondial, mais aussi sa première victoire en Coupe du monde, avec un 10 sur 10 au tir qui lui permet de devancer deux français, Simon Desthieux et Émilien Jacquelin. Ce faisant, il devient le second biathlète masculin de Suède sacré champion du monde au cours d'une épreuve individuelle, 63 ans après la victoire d'Adolf Wiklund aux tout premiers championnats du monde, en 1958. Il complète ensuite sa collection de médailles en empochant l'argent lors du relais. Avec ses trois podiums individuels au total durant cette Coupe du monde 2020-2021 (troisième du sprint de Kontiolahti et deuxième de la mass-start de Hochfilzen), le Suédois termine 10e du classement général à la fin de la saison.  
Lors de la saison 2021-2022, Ponsiluoma obtient un premier podium lors du sprint de Hochfilzen en terminant deuxième derrière l'Allemand Johannes Kühn. C'est aux Jeux olympiques 2022 qu'il signe sa meilleure performance de l'hiver en obtenant la médaille d'argent du départ groupé (deuxième derrière J.T. Bø).
Grâce à sa victoire, la deuxième de sa carrière, sur l'individuel d'ouverture à Kontiolahti, il est le premier porteur du dossard jaune de la saison 2022-2023. Il signe ensuite quatre autres podiums au cours de l'hiver, dont un aux championnats du monde 2023 à Oberhof où il obtient la médaille d'argent sur le départ groupé (comme aux Jeux un an plus tôt) pour un doublé suédois (deuxième derrière Sebastian Samuelsson). il termine la saison à la cinquième place du classement général de la Coupe du monde. 

## Palmarès

### Jeux olympiques
| Édition / Épreuve | Individuel | Sprint | Poursuite | Mass start                         | Relais | Relais mixte |
| ----------------- | ---------- | ------ | --------- | ---------------------------------- | ------ | ------------ |
| Pyeongchang 2018  | 38e        | —      | —         | —                                  | —      | —            |
| Pékin 2022        | 12e        | 6e     | 11e       | Médaille d'argent, Jeux olympiques | 5e     | 4e           |

Légende : 
- — : non disputée par Ponsiluoma

### Championnats du monde
| Édition / Épreuve       | Individuel | Sprint               | Poursuite | Mass start               | Relais                    | Relais mixte              | Relais mixte simple |
| ----------------------- | ---------- | -------------------- | --------- | ------------------------ | ------------------------- | ------------------------- | ------------------- |
| Östersund 2019          | 47e        | —                    | —         | —                        | 7e                        | —                         | —                   |
| Antholz-Anterselva 2020 | 29e        | 27e                  | 23e       | 29e                      | 10e                       | —                         | —                   |
| Pokljuka 2021           | 35e        | Médaille d'or, monde | 13e       | 19e                      | Médaille d'argent, monde  | Médaille de bronze, monde | —                   |
| Oberhof 2023            | 11e        | 18e                  | 18e       | Médaille d'argent, monde | Médaille de bronze, monde | 9e                        | —                   |
| Nove Mesto 2024         | 39e        | 10e                  | 7e        | 13e                      | Médaille d'or, monde      | Médaille de bronze, monde | —                   |
| Lenzerheide 2025        | 19e        | 27e                  | 9e        | 5e                       | 4e                        | 5e                        | —                   |

Légende :
- : première place, médaille d'or
- : deuxième place, médaille d'argent
- : troisième place, médaille de bronze
- — : non disputée par Ponsiluoma

### Coupe du monde
- Meilleur classement général : 5e en 2023.
- 39 podiums : 
  - 13 podiums individuels : 2 victoires, 6 deuxièmes places et 5 troisièmes places.
  - 14 podiums en relais : 4 victoires, 5 deuxièmes places et 5 troisièmes places.
  - 12 podiums en relais mixte : 2 victoires, 3 deuxièmes places et 7 troisièmes places.

Dernière mise à jour le 16 mars 2025

#### Détail des victoires
| Saison \ Épreuve | Individuel  | Sprint                  | Poursuite | Mass start | Total |
| ---------------- | ----------- | ----------------------- | --------- | ---------- | ----- |
| 2020-2021        |             | Pokljuka (Ch. du monde) |           |            | 1     |
| 2022-2023        | Kontiolahti |                         |           |            | 1     |
| Total            | 1           | 1                       |           |            | 2     |

Dernière mise à jour le 29 novembre 2022

#### Classements en Coupe du monde
| Saison    | Individuel | Individuel | Sprint | Sprint | Poursuite | Poursuite | Mass start | Mass start | Général | Général    |
| Saison    | Points     | Class.     | Points | Class. | Points    | Class.    | Points     | Class.     | Points  | Classement |
| --------- | ---------- | ---------- | ------ | ------ | --------- | --------- | ---------- | ---------- | ------- | ---------- |
| 2016-2017 |            |            | -      | nc     |           |           |            |            | -       | nc         |
| 2017-2018 | -          | -          | 4      | 85e    | -         | nc        |            |            | 4       | 96e        |
| 2018-2019 | 23         | 45e        | 79     | 35e    | 39        | 48e       | 22         | 37e        | 163     | 38e        |
| 2019-2020 | 23         | 39e        | 64     | 34e    | 74        | 22e       | 12         | 44e        | 173     | 33e        |
| 2020-2021 | 44         | 23e        | 269    | 9e     | 185       | 12e       | 125        | 13e        | 713     | 10e        |
| 2021-2022 | -          | nc         | 191    | 12e    | 147       | 16e       | 43         | 26e        | 381     | 22e        |
| 2022-2023 | '          | 3e         | '      | 3e     | '         | 8e        | '          | 15e        | 779     | 5e         |
| 2023-2024 | '          | 16e        | '      | 15e    | '         | 9e        | '          | 6e         | 638     | 10e        |
| 2024-2025 | '          | 13e        | '      | 20e    | '         | 11e       | '          | 18e        | 488     | 15e        |

### Championnats d'Europe Open
- Minsk-Raubichi 2019
  -  Médaille d'or du relais mixte

### Championnats du monde de biathlon d'été
- Ruhpolding 2022
  -  Médaille de bronze de la mass start